# Naturales quaestiones
Naturales quaestiones o Cuestiones naturales es una enciclopedia sobre el mundo natural escrita por Séneca hacia al año 65.
Esta obra fue dirigida a Lucilio el Menor, y es una de las pocas obras romanas cuyo contexto es sobre ciencia. Es una compilación de hechos sobre la naturaleza, escritos por varios escritores griegos y romanos. La mayoría de los hechos referidos son apenas curiosidades.
Esta obra consta de siete libros. El primer libro trata de meteoros, halos, arcoíris, parhelios, etc.; el segundo trata sobre truenos, relámpagos; el tercero sobre el agua; el cuarto sobre granizo, nieve y hielo; el quinto sobre vientos; el sexto sobre terremotos y las fuentes del Nilo; el séptimo sobre cometas. Toda la obra contiene anotaciones de índole moral; de hecho, esta enciclopedia aparenta ser una primera tentativa de establecer la ética en la naturaleza.
Es una obra que fue popular hasta la Edad Media.